# Eremogone eastwoodiae
Eremogone eastwoodiae là loài thực vật có hoa thuộc họ Cẩm chướng. Loài này được (Rydb.) Ikonn. mô tả khoa học đầu tiên năm 1973.